# Apowollastonia
Die Pflanzengattung Apowollastonia gehört zur Unterfamilie der Asteroideae innerhalb der Familie der Korbblütler (Asteraceae).

## Beschreibung

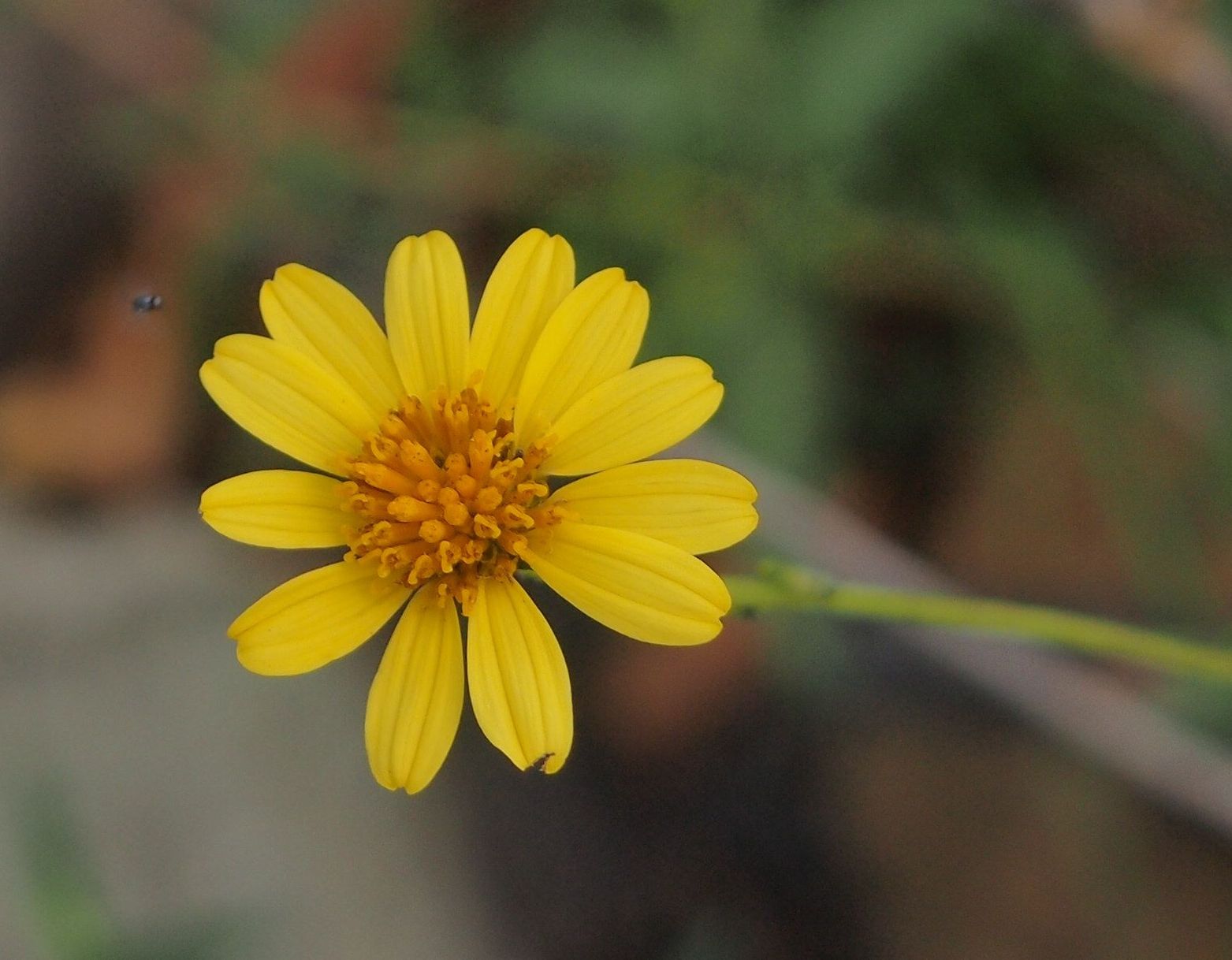
Blütenkorb von Apowollastonia spilanthoides

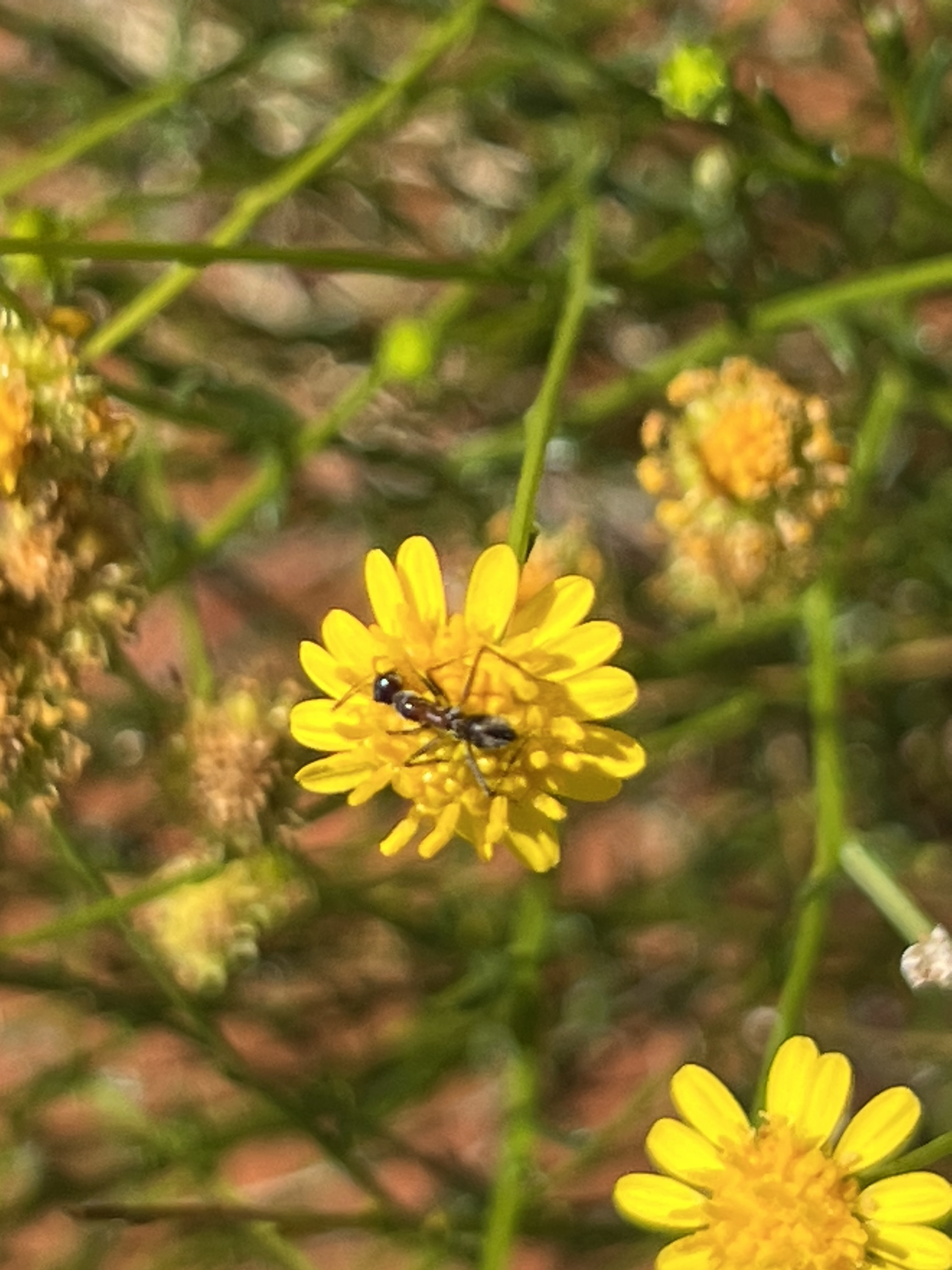
Blütenkorb von Apowollastonia stirlingii

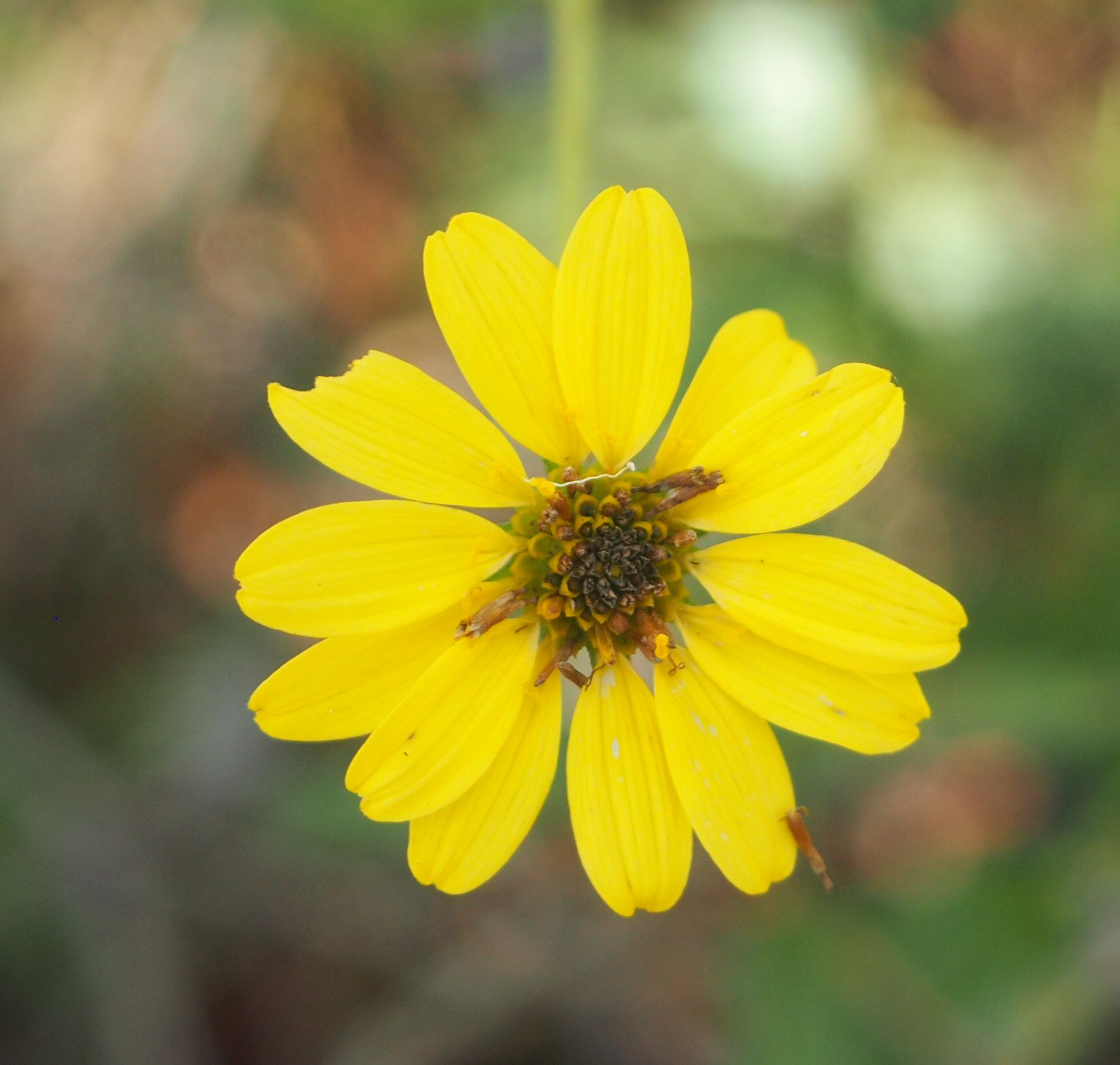
Blütenkorb von Apowollastonia stirlingii

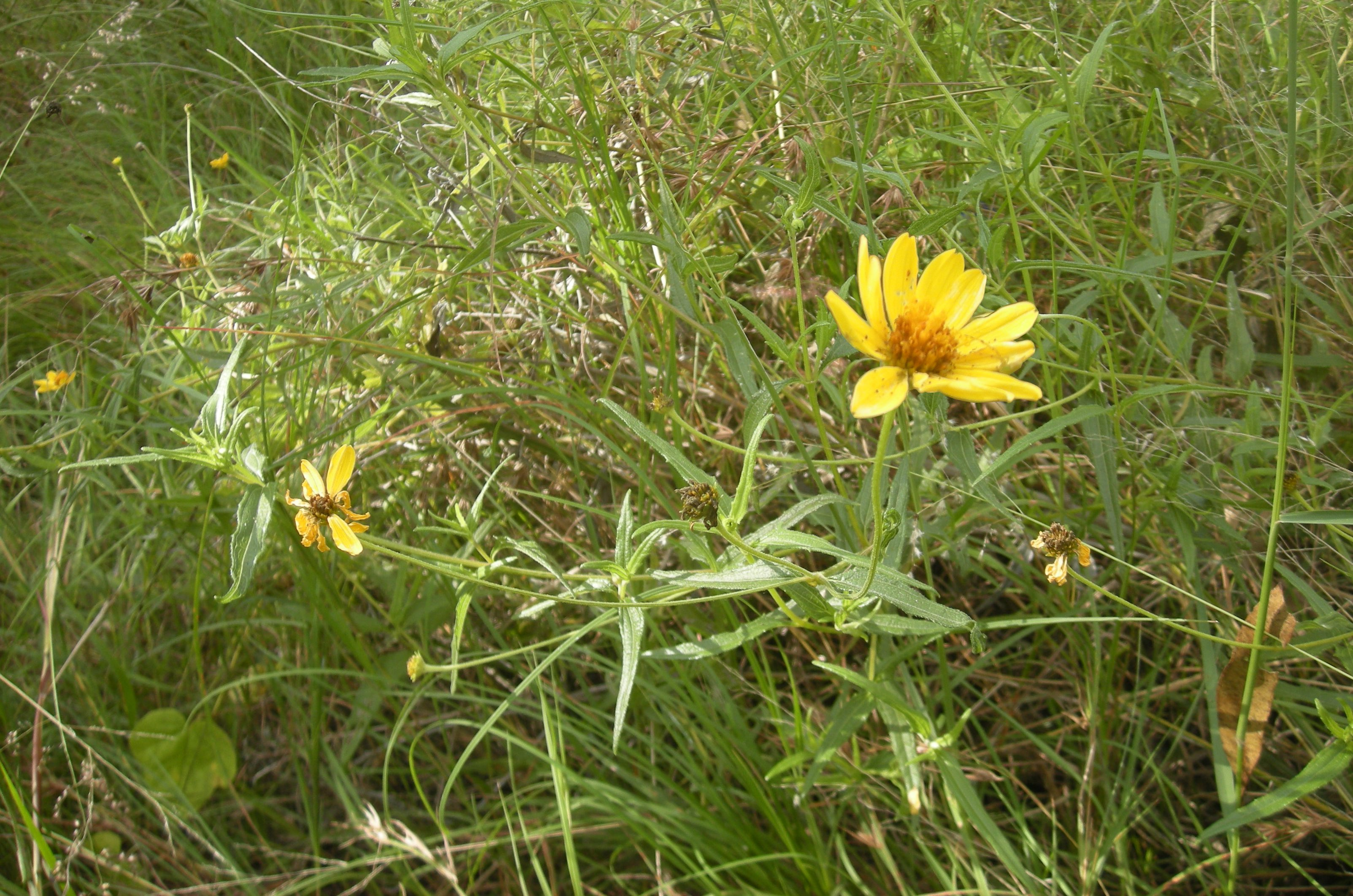
Gegenständige Laubblätter und Blütenkorb von Apowollastonia spilanthoides

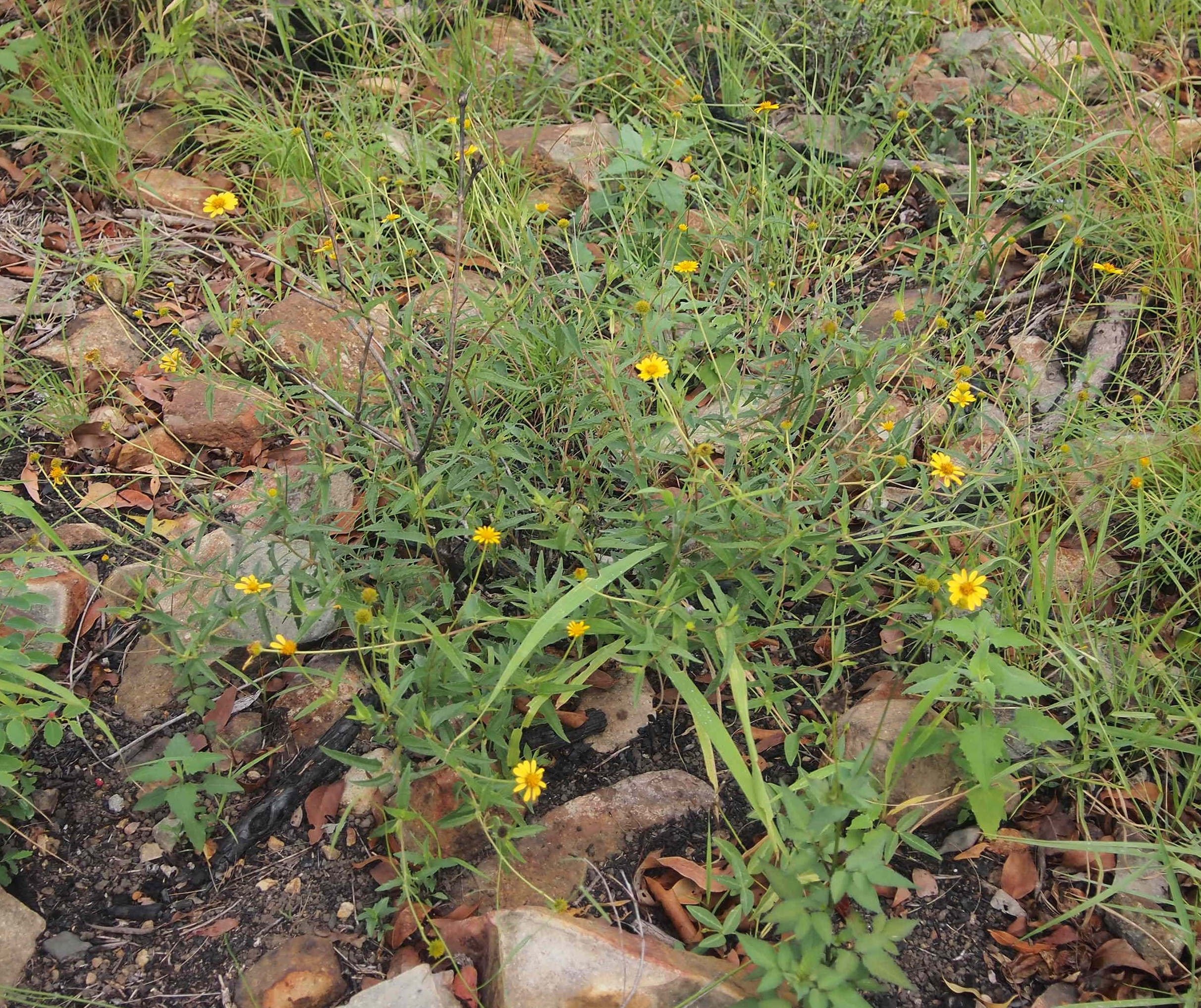
Habitus Laubblätter und Blütenkörbe von Apowollastonia spilanthoides

### Vegetative Merkmale
Apowollastonia-Arten sind selten einjährige, meist ausdauernde krautige Pflanzen bis Halbsträucher. Die mehr oder weniger selbstständig aufrechten oder kletternden Sprossachsen besitzen oft an ihrer Basis verholzende Caudex. Die oberirdischen Pflanzenteile sind meist grob rau behaart.
Die gegenständig an der Sprossachse verteilt angeordneten Laubblätter sind in Blattstiel und Blattspreite gegliedert oder seltener sitzend. Die einfachen oder annähernd fiederteiligen Blattspreiten sind lanzettlich, linealisch bis eiförmig, fast kreisförmig mit gerundeter bis spitzer Spreitenbasis. Die Blattränder sind gesägt bis selten glatt. Die Blattflächen sind meist rau oder striegelig behaart, manchmal mit feineren oder hakenförmigen Trichomen dazwischen und meist drüsig behaart. Es sind meist drei Hauptnerven zumindest an der Spreitenbasis vorhanden.

### Generative Merkmale
Die körbchenförmigen Blütenstände stehen auf kurzen bis langen Korbschäften endständig einzeln oder zu fünft bis selten zu elft in dichasialen Gruppen zusammen.
Die Blütenkörbe sind anfangs scheibenförmig, während der Anthese weitgehend flach und werden bis zur Fruchtzeit halbkugelig. Die Hüllen (Involucrum) enthalten in etwa zwei Reihen die Hüllblätter. Die Hüllblätter sind meist lanzettlich bis eiförmig, nur manchmal linealisch, pergamentartig, grün und auf der Unterseite rau. Die Blütenstandsböden sind  anfangs scheibenförmig, während der Anthese halbkugelig und während der Fruchtzeit fast kugelig. Die grünen, meist ganzrandigen Spreublätter sind mehr oder weniger lanzettlich, selten eiförmig bis linealisch mit einem mehr oder weniger spitzem bis zugespitztem oberen leicht verdicktem Ende und einer Mittelrippe, gerillt und pergamentartig, im unteren Bereich und auf der Unterseite rau.
Die Blütenkörbe enthalten eine Reihe mit 8 bis 12, selten bis zu 18 Zungenblüten und viele Röhrenblüten. Die fertilen weiblichen Zungenblüten (= Strahlenblüten) sind meist gelb mit einer zwei- oder dreilappigen Zunge. Die zwittrigen, fertilen Röhrenblüten (= Scheibenblüten) sind gelb bis gelb-orangefarben. Ihre Kronröhre endet in fünf Kronzipfel. Die Theken der Staubbeutel sind gelb bis hell gelb-braun, aber nicht schwarz wie bei den verwandten Gattungen. Die Anhängsel der Staubbeutel sind cremefarben. Die Staubbeutel sind sehr kurz und gerundet geschwänzt. Die Staubfadenröhre kann geschwollen sein.
Die meist schwarzen oder dunkel-grauen länglichen bis verkehrt-eiförmigen Achänen dimorph. Die äußeren Achänen sind  dreikantig und die inneren können abgeflacht sein, manchmal zwei- oder vierkantig. Einige Achänen sind geflügelt. Der meist vorhandene Pappus ist meist ein Ring von feinen Haaren und/oder Borsten und es können ein bis zu drei meist frühzeitig abfallende fragile Grannen vorhanden sein.

## Systematik und Verbreitung
Die Gattung Apowollastonia wurde 2013 durch Anthony E. Orchard in The Wollastonia/Melanthera/Wedelia generic complex (Asteraceae: Ecliptinae), with particular reference to Australia and Malesia. In: Nuytsia, Volume 23, S. 406–407 aufgestellt. Der Gattungsname Apowollastonia setzt sich zusammen aus dem lateinischen apo- für „weg von“ und dem Gattungsnamen Wollastonia, einer Gattung, die ein Schwestertaxon von Apowollastonia ist. Typusart ist Apowollastonia spilanthoides (F.Muell.) Orchard Synonyme für Apowollastonia Orchard sind: Niebuhria Neck. nom. inval., Niebuhria Britten nom. illeg. superfl. non Niebuhria Scop. nom. illeg. superfl. nec Niebuhria DC. nom. illeg., Seruneum Kuntze nom. illeg. superfl.
Die Gattung Apowollastonia gehört zur Subtribus Ecliptinae aus der Tribus Heliantheae in der Unterfamilie Asteroideae innerhalb der Familie der Asteraceae.
2013 bearbeitete Orchard den Wollastonia DC. ex Decne. / Melanthera Rohr / Wedelia Jacq. Gattungskomplex, dabei wurde der Umfang dieser Gattungen wesentlich geändert. Die 13 australasischen Arten, die bisher in Wedelia eingegliedert waren, sind seit 2013 in den neuen Gattungen Lipoblepharis Orchard und Apowollastonia Orchard.
Seit Orchard 2013 gehören zur Gattung Apowollastonia etwa acht Arten:
- Apowollastonia cylindrica Orchard:[3] Die Erstbeschreibung erfolgte 2013. Sie kommt im nördlichen Australien hauptsächlich im Inland von der Kimberley Region in Western Australia über das nördliche Northern Territory bis ins westliche Queensland südliche bis zum Golf von Carpentaria vor. Es gibt auch isolierte Fundorte in Küstennähe.[2][1]
- Apowollastonia hamersleyensis Orchard:[3] Sie wurde 2013 aus der Region Pilbara im nördlichen Western Australia erstbeschrieben.[2][1]
- Apowollastonia hibernica Orchard:[3] Die Erstbeschreibung erfolgte 2013. Sie kommt in einem breiten Gebiet hauptsächlich südlich von Arnhem Land bis zur Davenport Range in Northern Territory und etwa vom Victoria River bis Grenze von Queensland vor.[2][1]
- Apowollastonia longipes (Klatt) Orchard[3] (Syn.: Wedelia longipes Klatt): Diese Neukombination erfolgte 2013. Dieser Endemit kommt nur im nordöstlichen Queensland einschließlich der Kap-York-Halbinsel vor und gedeiht meist in Höhenlagen von 0 bis 650, selten bis zu 1000 Metern.[2][1]
- Apowollastonia major Orchard:[3] Die Erstbeschreibung erfolgte 2013. Sie kommt auf der Sunda-Insel Flores sowie in Westpapua, Papua-Neuguinea vor und gedeiht meist in Höhenlagen von 15 bis 450 Metern.[1]
- Apowollastonia spilanthoides (F.Muell.) Orchard[3] (Syn.: Wedelia spilanthoides F.Muell., Seruneum spilanthoides (F.Muell.) Kuntze, Seruneum spilanthodes Kuntze, Niebuhria spilanthoides Britten): Diese Neukombination erfolgte 2013. Sie gedeiht in Höhenlagen von 120 bis 650 Metern von der südlichen Kap-York-Halbinsel im nördlichen Queensland bis zum nordöstlichen New South Wales vor.[2][1]
- Apowollastonia stirlingii (Tate) Orchard[3] (Syn.: Wedelia stirlingii Tate): Diese Neukombination erfolgte 2013. Sie kommt im zentralen Australien.[2][1] Es gibt zwei Unterarten:
  - Apowollastonia stirlingii subsp. fontaliciana Orchard: Sie wurde 2013 aus dem Northern Territory erstbeschrieben.
  - Apowollastonia stirlingii (Tate) Orchard subsp. stirlingii
- Apowollastonia verbesinoides (F.Muell. ex Benth.) Orchard[3] (Syn.: Wedelia verbesinoides F.Muell. ex Benth., Seruneum verbesinoides (Benth.) Kuntze, Seruneum verbesinodes Kuntze): Diese Neukombination erfolgte 2013. Sie kommt hauptsächlich Northern Territory vom Arnhem Land am Golf von Carpentaria bis zur Grenze von Queensland und an wenigen Standorten im nördlichen Western Australia vor.[2][1]